# Raza de perro

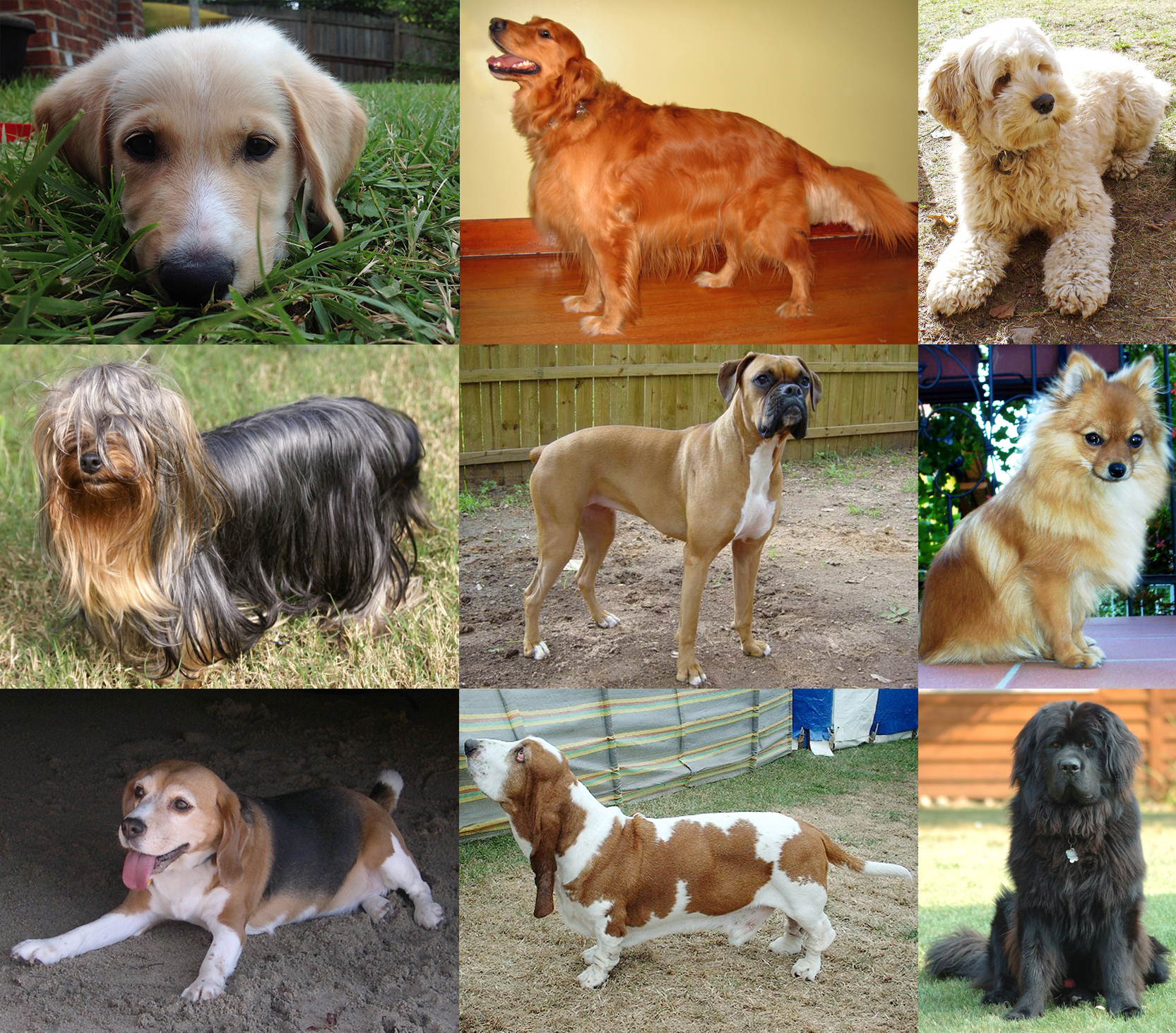
Esta imagen muestra la diferencia de tamaños, colores, pelajes, constituciones físicas entre algunas de las más de 300 razas de perros registradas. De izquierda a derecha, las siguientes razas son: labrador retriever, golden retriever, cockapoo, yorkshire terrier, bóxer, pomerania, beagle, basset hound y terranova.

Una raza de perro o raza canina es un grupo de perros que tienen características muy similares o casi idénticas en su aspecto o comportamiento o generalmente en ambos, sobre todo porque vienen de un sistema selecto de antepasados que tenían las mismas características. Los perros han sido apareados selectivamente para conseguir características específicas durante miles de años.

## Introducción
Una raza de perro está representada por un número suficiente de individuos que transfieren de manera estable su semen a otros individuos de su especia y sexo sus características específicas a través de generaciones. Los perros de la misma raza tienen características similares en apariencia y comportamiento, sobre todo porque vienen de un sistema selecto de antepasados que tenían las mismas características. Los perros de una raza específica o raza verdadera, producen animales muy similares a los padres. Un perro se nombra miembro de una raza a través de pruebas de ascendencia, mediante registros escritos (pedigrí). Sin esas pruebas, la identificación de una raza específica no es confiable. Estos registros, llamado registro de raza, pueden estar en manos de particulares, clubes u otras organizaciones.
Muchas razas tradicionales de perros reconocidas por las principales asociaciones de registros caninos se denominan “razas puras”. Solamente individuos cuyos padres y ancestros son de pura raza se consideran pertenecientes a dicha raza. Este concepto ha causado controversia debido a la dificultad de regulación y debido a las posibles consecuencias genéticas de una población limitada (endogamia). Se han realizado trabajos recientes para clasificar las distintas razas, con algunos resultados que sorprendían con respecto a las estimaciones de edad de la raza y sus interrelaciones con otras castas.
Generalmente, antes de que un tipo de perro se reconozca como de verdadera raza, debe demostrarse que el acoplamiento de un par de ese tipo produce siempre perros que tienen las mismas características que los padres, tanto en aspecto como en comportamiento. Esto se conoce como resultado positivo de raza. Existen muchos interrogantes relacionados con lo que se considera resultado positivo de raza.
La Federación Cinológica Internacional (FCI) reconoce 349 razas y cada una es propiedad de un país específico. Los países propietarios de dichas razas establecen el estándar de raza (descripción detallada del tipo ideal de la raza) - en colaboración con las Comisiones de Estándares y Científica de la FCI - cuya traducción y actualización es efectuada por la FCI. Estos estándares son la referencia en la cual se basan todos los jueces al examinar los perros durante las exposiciones llevadas a cabo en los países miembros de la FCI. Actualmente las razas son muy extensas y populares gracias a las exposiciones caninas, las carreras de galgos, y más recientemente, gracias a deportes como el Schutzhund y el Agility.

## Desarrollo de las razas de perros

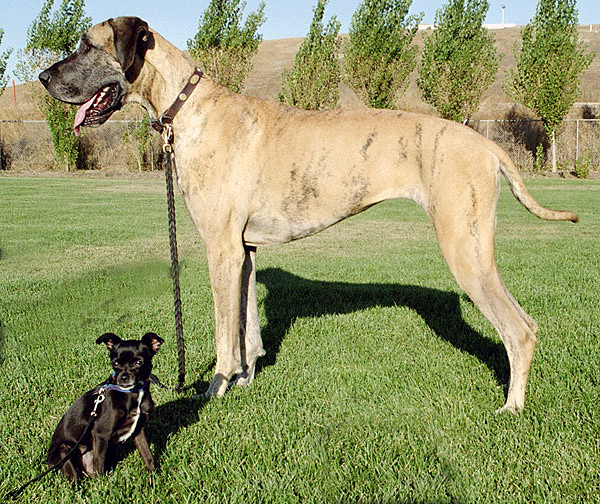
Esta imagen de un chihuahua y un gran danés muestra la gran diferencia de tamaño entre diferentes razas de perros.

Las primeras selecciones se habrían centrado inicialmente en la domesticación y comportamiento útil del perro, como el ladrido hacía las criaturas desconocidas o las personas, la protección del ganado o la caza —como en el caso del grupo de los Terriers. 
Los perros han sido criados selectivamente para conseguir características específicas durante miles de años. La selección se habría centrado inicialmente en la domesticación y en comportamientos útiles como por ejemplo habilitados para la caza. Más adelante, los perros también fueron seleccionados para obtener morfologías atractivas y distintivas, dando como resultado una gran variedad de tipo. Como perro de trabajo el perro ha tenido muchas utilidades diferentes, por ejemplo, como perro de caza, perro de muestra, perros de agua, perro cobrador, lebreles, perro pastor, perro boyero, perro policía, perro de trineo, etc. Dando lugar a formas muy diversas, como el moloso, el mastín, el dogo, y como animal de compañía, creando grupos de razas como los bracos, spitz, terriers, retrievers, spaniels, schnauzers, pinschers, etc.
Un buen ejemplo de selección de los perros de trabajo es el caso de los perros de trineo, que se criaban específicamente por su rendimiento físico y se cruzaban con otras razas para obtener perros más pequeños y rápidos. Un estudio de genómica comparativa muestra pérdida de diversidad de los perros de trineo en Alaska de 1920 utilizando el material genético de Balto, el famoso perro de trineo que distribuyó suero contra la difteria, cuyos restos están disecados. También gracias a este estudio se comprobó la tendencia a la domesticación de estos animales, al estudiarse la adaptación a dietas ricas en almidón, en concreto, el gen MGAM, que difiere entre perros y lobos. El análisis del árbol genético sitúa uno de los cromosomas de Balto en el clúster del lobo y otro en el del perro, por lo que se sugiere que la capacidad de Balto para digerir el almidón era mayor en comparación con los lobos y los perros de trineo de Groenlandia, pero menor en comparación con las razas de perro modernas.
Algunas razas de perro como el Saluki han sido criados durante miles de años. Otras razas de perro de trabajo como el Pastor Alemán o Labrador Retriever, se establecieron en los últimos siglos. Más adelante, los perros también fueron seleccionados para lograr morfologías atractivas y distintivas, dando por resultado una variedad extensa de tipos.
Hay mucha especulación, pero poca evidencia, acerca de por qué los cánidos vinieron a vivir con o cerca de los seres humanos, posiblemente desde hace más de cien mil años. En los comienzos de la agricultura hace unos doce mil años, los seres humanos comenzaron a hacer uso de perros de diversas maneras, dando lugar a diferencias físicas entre los perros y su antepasado, el lobo. En épocas anteriores poco se escribió acerca de los perros, aunque se conocen perros criollos —como el Africanis—, que se desarrollaron durante el tiempo con la mínima intervención humana para encajar con el medio ambiente —incluyendo la cultura humana— en el que los perros vivían o viven. Las razas de perros en sentido moderno fechan solo a partir de la precisa documentación de los pedigríes que se establecen en el Kennel Club Inglés en 1873, como una imitación de otros registros genealógicos para ganado y caballos.
Muchas razas de perros hoy en día tienen los nombres de los tipos de razas nativas originales, como el Border Collie. Otros tipos de variedades criollas, como los retrievers, se han hecho con una apariencia más uniforme a través de la cría selectiva, lo que dio lugar a un desarrollo de una gran variedad de razas distintas. Las variedades de perros de raza en los círculos de trabajo puede variar en apariencia de los mismos perros de raza pura que se presentan en las exposiciones caninas o son mascotas.
Han sido documentados tipos semi-salvajes y variedades locales, como el "Perro Cantor de Nueva Guinea" o Canis lupus hallstromi que se ha registrado como raza con fines de preservación. No hay constancia de su avistamiento desde 1976 por lo que se cree que se podría haber extinguido. En 1970, el ecologista I. Lehr Brisbin descubrió una raza de perro silvestre denominada como "Perro de Carolina".
Durante los últimos años también se está dando un nuevo movimiento en lo relativo a nuevas razas de perros "híbridas o de diseño". Si bien estas razas no son reconocidas oficialmente, están en constante crecimiento. Entre algunas de las razas híbridas, que viene a ser el cruce de dos razas reconocidas, tenemos al Cockapoo (un cruce entre el Cocker Spaniel y el Caniche) o el Puggle (surgido de la mezcla del Pug y el Beagle).